# Малое Голубско
Ма́лое Го́лубско — деревня в Плюсском районе Псковской области России. Входит в состав Лядской волости.
Расположена в 43 км к северо-западу от райцентра Плюсса, в 2 км к северо-западу от волостного центра Ляды. Северо-западнее (в 1 км) находится деревня Большое Голубско.

## История
Первое упоминание о Малом Голубске приходится на 1571 год, когда во владение поместьем вступила Домна Михайловна Замыцкая. После неё владельцем стал Елизарий Федорович Тыртов. До 1708 г. был в составе Новгородского уезда Шелонской пятины Лядского погоста. Территория Шелонской пятины 18 декабря 1708 года вошла в состав Ингерманландской губернии, переименованную в 1710 году в Санкт-Петербургскую губернию. С 1710-1780 г. в составе Псковской провинции той же губернии. В 1780-1944 г. Малое Голубско было в составе Гдовского уезда (района с 1927 г.) Санкт-Петербургской губернии (Ленинградской области с 1927 г.). С 1944 г. перешла под юрисдикцию Псковской обл. 13 июля 1941 года была захвачена Третьим Рейхом, освобождена весной 1944.

## Население
Численность населения деревни на 2000 год составляла 9 человек, по переписи 2002 года — 10 человек. На 2016 год - 20-25 человек.